# 블랙아웃 - 사라진 기억
블랙아웃 - 사라진 기억(Blackout)은 미국에서 제작된 샘 마카로니 감독의 2022년 액션, 범죄, 스릴러 영화이다. 조쉬 더하멜 등이 주연으로 출연하였다.

## 출연

### 주연
- 조쉬 더하멜
- 애비 코니쉬
- 오마르 차파로
- 닉 놀테
- 조시 세파미
- 루 페리그노 주니어